# Constitució de Gabon
La Constitució de Gabon és la llei fonamental del Gabon. Va ser revisada l'11 de gener de 2018 per modificar la Constitució de 1991 (revisada el 2003 i el 2011) que va seguir la de 1961.